# Camí del Verdeguer (Castellcir)

El Camí del Verdeguer respecte del terme de Castellcir.

El Camí del Verdeguer és una pista rural del terme municipal de Castellcir, a la comarca del Moianès.
Arrenca cap a ponent del Camí de Santa Coloma Sasserra entre el Quintà Nou (ponent) i les Saleres; coincideix en el primer tram amb el camí d'accés al Mas Montserrat, però se'n va desviant cap a ponent. Deixa el Mas Montserrat al nord i, després d'una girada, a llevant, passa a llevant del Fornot del Verdeguer, va a buscar el vessant nord del Xaragall dels Til·lers i travessa pel mig els Camps del Passant Ample. Va a buscar-ne l'extrem nord, i de seguida arriba al Passant Ample, on el camí travessa el torrent de la Mare de Déu. Un cop a la dreta d'aquest torrent, gira cap al sud resseguint la part baixa, oriental del Solell del Verdeguer, gira cap al nord-oest i s'enfila al Serrat de la Casa del Guarda, que segueix un tros cap al nord. Finalment, arriba a una cruïlla de camins, i el Verdeguer és a poca distància al sud-oest d'aquesta cruïlla.

## Etimologia
Com la major part dels camins, el seu nom és de caràcter descriptiu: és el camí que des de Castellcir menava a la masia castellterçolenca del Verdeguer.